# Mikko Viitanen
Mikko Viitanen (* 18. Februar 1982 in Nurmijärvi) ist ein ehemaliger finnischer Eishockeyspieler, der bei JYP Jyväskylä, Ässät Pori, Lukko Rauma und die Espoo Blues in der SM-liiga aktiv war. 

## Karriere
Mikko Viitanen begann seine Karriere als Eishockeyspieler in der Nachwuchsabteilung von HPK Hämeenlinna, in der er bis 1999 aktiv war. Anschließend verbrachte der Verteidiger ein Jahr bei den Chicago Freeze in der nordamerikanischen Juniorenliga North American Hockey League. In der Saison 2000/01 gab er für Ahmat Hyvinkää aus der Mestis, der zweiten finnischen Spielklasse, sein Debüt im professionellen Eishockey. Dort konnte er überzeugen, woraufhin er im NHL Entry Draft 2001 in der fünften Runde als insgesamt 149. Spieler von den Colorado Avalanche ausgewählt wurde, für die er allerdings nie spielte. Stattdessen stand er von 2001 bis 2003 bei den Espoo Blues aus der SM-liiga unter Vertrag. In diesem Zeitraum absolvierte er allerdings nur vier Spiele in der SM-liiga, während er parallel weiterhin hauptsächlich in der zweitklassigen Mestis zum Einsatz kam, in der er für Mikkelin Jukurit und TuusKi antrat. 
Von 2003 bis 2005 spielte Viitanen parallel für die Hershey Bears aus der American Hockey League sowie die Reading Royals aus der ECHL. Die Saison 2005/06 verbrachte er ebenfalls in der AHL, diesmal jedoch bei den Lowell Lock Monsters. Nach seiner Rückkehr aus Nordamerika konnte der Linksschütze in der SM-liiga Fuß fassen und spielte dort zunächst zweieinhalb Jahre lang für Lukko Rauma, ehe er im Laufe der Saison 2008/09 innerhalb der Liga zu JYP Jyväskylä wechselte. Mit JYP gewann er 2009 auf Anhieb den finnischen Meistertitel. Diesen Erfolg konnte er mit seiner Mannschaft in der Saison 2011/12 wiederholen.

### International
Für Finnland nahm Viitanen an der U20-Junioren-Weltmeisterschaft 2002 teil, bei der er mit seiner Mannschaft die Bronzemedaille gewann. Im Seniorenbereich stand er 2007 im Aufgebot seines Landes bei der Euro Hockey Tour.

## Erfolge und Auszeichnungen
- 2002 Bronzemedaille bei der U20-Junioren-Weltmeisterschaft
- 2009 Finnischer Meister mit JYP Jyväskylä
- 2012 Finnischer Meister mit JYP Jyväskylä

## SM-liiga-Statistik
(Stand: Ende der Saison 2011/12)